# A Mulher do Meu Marido
A Mulher do Meu Marido é um filme brasileiro do gênero comédia. Dirigido por Marcelo Santiago, conta a história de um quarteto que se envolve por suas relações extraconjugais. É protagonizado por Luana Piovani, Paulo Tiefenthaler, Aylin Prandi e Francisco Andrade.

## Elenco
| Luana Piovani       | Joana     |
| Paulo Tiefenthaler  | Pedro     |
| Aylin Prandi        | Pilar     |
| Francisco Andrade   | Martin    |
| Maria Clara Gueiros | Carla     |
| Toni Garrido        | Antonio   |
| Guida Vianna        | Dona Rosa |
| Gabi Lopes          | Paula     |
| Rafael Naves        | Almir     |
| Naomi Nero          | Clovis    |